# Björn Rubenson
Björn Gustaf Rubenson, född 13 april 1946 i Stockholm (Oscar), är en svensk politiker (kristdemokrat), som var riksdagsledamot (tjänstgörande ersättare för Annika Eclund) 3 maj–30 september 2017 för Västra Götalands läns östra valkrets.
I riksdagen var han extra suppleant i försvarsutskottet, socialförsäkringsutskottet, trafikutskottet och utbildningsutskottet.